# 10971 van Dishoeck
10971 van Dishoeck è un asteroide della fascia principale. Scoperto nel 1973, presenta un'orbita caratterizzata da un semiasse maggiore pari a 2,4489497 UA e da un'eccentricità di 0,1620896, inclinata di 1,76265° rispetto all'eclittica.
L'asteroide era stato inizialmente battezzato 10971 van Dishoek per poi essere corretto nella denominazione attuale.
L'asteroide è dedicato all'astrofisica olandese Ewine Fleur van Dishoeck.